# Jerndivisionen
Jerndivisionen (tysk: Die Eiserne Division) var en tysk militærenhed oprettet i november 1918 i Baltikum. Enheden oprettedes ved hjælp af frivillige fra det, der havde været den tyske 8. armé, inden den opløstes af mytteri og kollaps efter våbenhvilen den 11. november 1918, hvilket officielt afsluttede 1. verdenskrig. Lederen af Jerndivisionen var major Josef Bischoff, og enheden udgjorde en regulær tysk armédivision under den stedlige, tyske militærkommandant generalmajor greve  Rüdiger von der Goltz og opererede i samarbejde med Baltische Landeswehr.